# 日比野士朗
日比野 士朗（ひびの しろう、1903年4月29日 - 1975年9月10日）は、日本の作家。

## 経歴
東京生まれ。第八高等学校中退。1923年関東大震災で親友を失い、兵庫県の村で代用教員を務める。日中戦争で応召し、除隊後1939年「呉淞（ウースン）クリーク」で池谷信三郎賞を受賞、帰還作家として名を挙げる。1942年大政翼賛会文化部副部長。戦意高揚文学を多く書き、戦後は半ば筆を折った。

## 著書
- 『呉淞クリーク』中央公論社 1939 のち文庫
- 『霧の夜』青木書店 1940
- 『牧の身辺』高山書院 1940
- 『風も緑に』六芸社 1941
- 『一つの思考』六芸社 1942
- 『貧しい人生』錦城出版社 1942
- 『出発』錦城出版社(国民文学叢書) 1942
- 『戰ふ人たち』學藝社(國民学校聖戰讀本) 1942
- 『一軍人の生涯 森田徹少将伝』日本書館 1943
- 『同宿の兵』豊国社 1943
- 『梅の宿』新太陽社 1943
- 『陸軍予科士官学校』増進堂(陸軍教育叢書)1944
- 『生産文学』みたみ出版(生産文化叢書)　1944
- 『戦ふ文化 評論』豊国社 1944
- 『生誕』新太陽社 1946
- 『明かるい朝がくる』講談社 1948
- 『芭蕉再発見 人間芭蕉の人生』新典社 1978